# Campeonato Sudamericano de Clubes Campeones 1978
El Campeonato Sudamericano de Clubes Campeones 1978 fue la decimosexta edición de lo que era el torneo más importante de clubes de baloncesto en Sudamérica.
Fue realizado en la ciudad de São Paulo.
El título de esta edición fue ganado por el Sírio (Brasil).

## Equipos participantes
| País             | Equipo                    |
| ---------------- | ------------------------- |
| Argentina 1 cupo | Club Atlético Lanús       |
| Brasil 2 cupos   | Sírio Franca              |
| Chile 1 cupo     | Societá Sportiva Italiana |
| Venezuela 1 cupo | Guaiqueríes de Margarita  |